# Койкили
Койкили Лерчунди дель Кампо (исп. Koikili Lertxundi del Campo; род. 23 декабря 1980, Очандьяно, Испания) — испанский футболист, выступающий на позиции защитника.

## Карьера
Кой играл в четвёртом дивизионе всего два сезона, прежде чем переехать в «Атлетик Бильбао». Коикили был подписан командой, играя за «Сестао Ривер». Он дебютировал в Ла-Лиге 26 августа, сыграв полные 90 минут в домашней ничьей против соседей из Наварры — «Осасуной» (0:0). Для дель Кампо это был принципиальный матч — он играл за резервную команду «Осасуны» в конце 90-х — начале 2000-х.
На протяжении большей части сезона Коикили был игроком старта, вытеснив игрока сборной Асьера дель Орно. В свой 27-летний юбилей он забил свой первый гол в высшем дивизионе в домашнем матче против «Реал Мурсия» (1:1).